# ジミー・マ
ジミー・マ（英語: Jimmy Ma、中国語: 馬 駿明、1995年10月11日 - ）は、アメリカ合衆国、ニューヨーク出身の男性フィギュアスケート選手（男子シングル）。
主な戦績は、2025年四大陸選手権3位、2023年全米選手権5位、2021年ゴールデンスピン3位、2018年USクラシック3位など。

## 人物
グレートネックノース高等学校卒業。フォーダム大学では金融やコンピューターサイエンスを学んでいた。
2004年、8歳の誕生日を迎える前にスケートを始める。幼いころは、地元グレートネックのパークウッドスポーツコンプレックスやマンハッタンのチェルシーピアを拠点として練習をしていた。
初めてのスケートでは、顔から落ちてしまったこともあり『スケートが大嫌いだった』と語っており、フィギュアスケートに打ち込むようになるとは思わなかったが、日々コーチや両親の励ましによって、徐々に情熱を注げるようになったと語っている。
幼い頃からバレエのトレーニングを受けていたため、クラシック音楽のプログラムを得意としていたが、型破りな楽曲を選択することで多くの注目を集めることがあり、2018年全米選手権ではショートプログラムにて、ヒップホップベースのパフォーマンスを多く取り入れた演技を披露した。
日本のアニメにも造詣があり、2022年四大陸選手権のフリースケーティングでは、日本の人気アニメ「進撃の巨人」の曲を使用しており、演技後は、「鬼滅の刃」主人公の衣装を連想させる、緑と黒の市松模様のマスクを着用するとともに、「進撃の巨人」の作中に出てくるポーズまで披露した。
10年以上に渡りクラシックピアノの勉強もしており、コンサートピアニストでもある。カーネギーホールやリンカーン・センターの慈善イベントで演奏したこともある。

## 経歴

### ジュニア時代

#### 2012-13シーズン
全米選手権ジュニアクラスでは、ショートプログラムにて57.88点獲得で4位、フリースケーティングにて118.21点獲得で3位となり、トータル176.09点獲得で4位に入る。
ガルデナスプリング杯ジュニアクラスでは、ショートプログラムにて55.08点で2位、フリースケーティングにて98.90点獲得で3位となり、トータル153.98点獲得で3位となり、表彰台に立った。

#### 2013-14シーズン
ISUジュニアグランプリシリーズデビュー戦は、ジュニアグランプリシリーズリガ杯に出場。ショートプログラムでは、冒頭の3回転ルッツ-3回転トウループのコンビネーションジャンプを着氷。続く3回転ループと2回転アクセルも着氷させて、56.31点獲得で10位となる。
フリースケーティングでは、冒頭の3回転ルッツを成功させるも、3回転を予定していたループジャンプが2回転となり、3回転フリップが回転不足となり転倒、演技後半の3回転ルッツでも転倒となる。その後は三連続ジャンプを含めて成功させて、フリースケーティング15位となる91.48点獲得。トータル147.79点獲得で13位となった。
全米選手権では、ショートプログラムにて63.46点獲得で2位に着ける。フリースケーティングにて119.27点獲得で3位となり、トータル182.73点獲得で3位と初の表彰台に上がった。

#### 2014-15シーズン
ジュニアグランプリシリーズ参戦二年目のジュニアグランプリシリーズメ～テレ杯では、ショートプログラムにて冒頭の2回転アクセルは成功させるも、3回転フリップ-3回転トウループのコンビネーションジャンプのセカンドジャンプがミスとなり、3回転ルッツでも2回転となった上で回転不足との判定を受けるなど、得点を伸ばせず 47.81点獲得で14位となる。
フリースケーティングでは、冒頭の3回転トウループとコンビネーションジャンプ2つは着氷するも、3つのジャンプで転倒とジャンプでのミスが重なり、フリースケーティング4位となる91.90点獲得に留まる。トータル139.71点獲得で14位と、順位を伸ばせなかった。
全米選手権では、シニアクラスに出場。ショートプログラムでは59.09点獲得で16位、フリースケーティングでは105.65点獲得で18位、トータル164.74点獲得で18位となった。

### シニア移行後

#### 2015-16シーズン
東部地区フィギュアスケート選手権大会で1位となり、全米選手権に進出。
全米選手権では、ショートプログラムにて51.95点獲得で15位、フリースケーティングにて109.68点獲得で17位、トータル161.63点獲得で16位となった。

#### 2016-17シーズン
東部地区フィギュアスケート選手権大会で3位となり、全米選手権に進出。
全米選手権では、ショートプログラムにて70.41点獲得で15位、フリースケーティングにて110.66点獲得で21位、トータル181.07点獲得で20位となった。

#### 2017-18シーズン
東部地区フィギュアスケート選手権大会で3位となり、全米選手権に進出。
全米選手権では、ショートプログラムにて3回転アクセルを成功させて、75.28点獲得で11位に着ける。フリースケーティングでは、ジャンプにミスはあったものの147.13点獲得で11位、トータル222.41点獲得で11位となり、国際スケート連盟非公認ながら200点を超える得点を獲得した。

#### 2018-19シーズン
シーズン初戦は、フィラデルフィアサマーインターナショナルに出場。ショートプログラムにて67.32点獲得で4位に着けると、フリースケーティングにて131.56点獲得で2位となり、トータル198.88点獲得で2位と順位を上げた。
次戦は、チャレンジャーシリーズUSインターナショナルクラシックに出場。ショートプログラムでは、冒頭で4回転トウループに挑むも転倒。続く3回転アクセルを加点2点以上で成功させる。演技後半の3回転フリップ-3回転トウループのコンビネーションジャンプで軽微なエッジエラーとの判定を受けるものの、73.21点獲得で4位に着ける。
フリースケーティングでは、冒頭の4回転トウループがミスとなるものの、続く3回転ループと3回転アクセル-3回転トウループのコンビネーションジャンプを成功させる。演技後半も、単独の3回転アクセルと3回転ルッツからの三連続ジャンプを成功させる。最後のジャンプである3回転フリップが1回転となるものの、フリースケーティング3位となる132.89点を獲得。トータル206.10点獲得で自己ベストを20点以上更新して3位に入り、国際スケート連盟公認大会で初の表彰台に上がった。
グランプリシリーズデビューとなった、グランプリシリーズスケートアメリカでは、ショートプログラムにて冒頭の4回転トウループで転倒、3回転アクセルは成功させるが、コンビネーションジャンプにミスが出てしまい71.53点獲得で7位スタートとなる。
フリースケーティングでは、4回転トウループで転倒。続く3回転ループは着氷するも、3回転アクセルでも転倒となる。演技後半で挑んだ3回転アクセルが1回転半となり、3回転フリップでも転倒するなど、ジャンプ7本中5本で減点となる。ジャンプのミスが響き得点を伸ばせず、113.53点獲得で12位。トータル185.06点獲得で12位と、ほろ苦いグランプリシリーズデビューとなった。
東部地区フィギュアスケート選手権大会で2位となり、全米選手権に進出。
全米選手権では、ショートプログラムにて74.84点獲得で10位に着け、フリースケーティングでは、132.08点獲得で11位。トータル206.92点獲得で10位となった。

#### 2019-20シーズン
シーズン初戦は、チャレンジャーシリーズUSインターナショナルクラシックに出場。ショートプログラムでは、冒頭の4回転トウループで転倒。3回転アクセルは加点付きで成功するも、3回転フリップ-3回転トウループのコンビネーションジャンプで転倒。67.34点獲得で6位スタートとなる。
フリースケーティングでは、冒頭の4回転トウループは転倒となるが、続く3回転アクセル-3回転トウループのコンビネーションジャンプを高い加点で成功させる。演技後半のアクセルジャンプでのミスはあったものの、3回転ルッツからの三連続ジャンプと単独の3回転フリップを成功させて、フリースケーティングの自己ベスト更新となる132.96点を獲得。トータル200.30点獲得で6位となった。
シーズン二戦目は、チャレンジャーシリーズフィンランディア杯に出場。ショートプログラムでは、4回転トウループの着氷が乱れ、ステップアウトとなる。続く3回転アクセルは成功させるが、連続3回転を予定していたジャンプでセカンドジャンプが2回転となり、その後のスピンでもバランスを崩してしまい、 66.48点獲得で8位スタートとなる。
フリースケーティングでは、冒頭の4回転トウループを加点付きで成功させると、続く3回転アクセル-3回転トウループのコンビネーションジャンプも成功させる。3回転ループで転倒するも、単独の3回転アクセルも成功させる。演技後半の3回転ルッツからの三連続ジャンプを成功させて勢いに乗ると、その後のジャンプも成功させて、フリースケーティング2位となる147.01点獲得して自己ベストを更新。トータルでも自己ベストを更新する213.49点を獲得して4位と、ショートプログラムから順位を上げた。
東部地区フィギュアスケート選手権大会では200点超えの得点を獲得して1位となり、全米選手権に進出。
全米選手権では、ショートプログラムにて71.54点獲得で12位、フリースケーティングにて122.31点獲得で13位、トータル193.85点獲得で13位となった。

#### 2020-21シーズン
新型コロナウイルスの影響で、制限付きで開催されることとなったグランプリシリーズでは、スケートアメリカに出場。ショートプログラムにて63.36点獲得で11位、フリースケーティングにて133.62点獲得で10位、トータル196.98点獲得で10位となる。
全米選手権では、ショートプログラムにて	82.30点を獲得して6位に着ける。フリースケーティングでは、冒頭の4回転トウループ-3回転トウループのコンビネーションジャンプを成功させる。3回転アクセルも2本を着氷させて148.48点獲得で8位となり、トータル230.78点獲得で6位と、シニアキャリアの最高成績となった。

#### 2021-22シーズン
シーズン初戦のクランベリー杯では、ショートプログラムにて4回転トウループ-2回転トウループのコンビネーションジャンプ、3回転ルッツ、3回転アクセルとジャンプすべてを成功させて78.30点獲得で2位に着ける。
フリースケーティングでは、冒頭の4回転トウループ-3回転トウループのコンビネーションジャンプを成功させて、続く単独の4回転トウループも成功させる。その後のジャンプで細かなミスはあったものの、スピンすべてでレベル4を獲得するなど、152.29点を獲得
。ISU非公認ながら自己ベストを上回る得点を獲得しフリースケーティング2位となり、トータル230.59点獲得で2位と、表彰台に上がった。
二戦目は、USインターナショナルクラシックに出場。ショートプログラムでは、冒頭の4回転トウループ-3回転トウループのコンビネーションジャンプを2点以上の高い加点で成功させる。続く3回転ルッツ・3回転アクセルも成功させて、スピン・ステップすべてでレベル4を獲得。ISU非公認ながら自己ベストを上回る84.07点を獲得して2位に着ける。
フリースケーティングでは、冒頭の4回転トウループ-3回転トウループのコンビネーションジャンプを成功させる。その後はジャンプのミスはあったものの、フリースケーティング2位となる149.51点を獲得。トータル233.58点獲得で2位に入り、二戦連続で表彰台に上がった。
グランプリシリーズは、第一線のスケートアメリカに出場。ショートプログラムでは、演技冒頭の4回転トウループ-3回転トウループのコンビネーションジャンプを成功させる。続く3回転ルッツを成功させて、演技後半の3回転アクセルも加点付きで成功させる。スピン・ステップすべてでレベル4を獲得するなどISU公認の自己ベストを更新する84.52点獲得で、ネイサン・チェンを上回り3位に着ける。
フリースケーティングでは、冒頭の4回転トウループ-3回転トウループのコンビネーションジャンプを加点2点以上の出来栄えで成功させる。続く単独の4回転トウループで着氷が乱れステップアウトとなる。3回転ループは成功させるが、3回転アクセルの着氷が乱れ、演技後半の3回転アクセルが1回転半となるなど、ジャンプのミスが続く。フリースケーティング10位となる143.60点獲得に留まるが、トータルでは自己ベストを更新する228.12点獲得で5位に入った。
ISUチャレンジャーシリーズは第九戦のワルシャワ杯に出場。ショートプログラムでは、4回転トウループと3回転アクセルがミスとなり、71.49点獲得で10位となる。フリースケーティングでは、ジャンプ7本中6本でミスとなり得点を伸ばせず、123.60点獲得で19位。トータル195.09点獲得で16位となった。
チャレンジャーシリーズ二戦目は、最終戦のゴールデンスピンに出場。ショートプログラムでは、冒頭の4回転トウループの着氷が乱れる。その後は演技を立て直し、3回転ルッツ-3回転トウループのコンビネーションジャンプ、3回転アクセルを成功させて、スピン・ステップすべてでレベル4を獲得。 80.84点獲得で5位に着ける。
フリースケーティングでは、冒頭の4回転トウループ-3回転トウループのコンビネーションジャンプと単独の4回転トウループを加点2点以上の出来栄えで成功させる。その後も、3回転ループと3回転アクセル-2回転トウループのコンビネーションジャンプを成功。演技後半の3回転アクセルで着氷が乱れ、3回転フリップで軽微なエッジエラーとの判定を受けるものの、スピン・ステップすべてでレベル4を獲得。フリースケーティングの自己ベストを更新する170.13点を獲得。トータルでもスケートアメリカでマークした自己ベストを20点以上更新する250.97点獲得で3位と、表彰台に上がった。
全米選手権では、ショートプログラムにて、すべてのジャンプを成功させて、スピン・ステップすべてでレベル4を獲得。ISU非公認ながら初の90点台となる91.62点獲得で5位に着ける。
フリースケーティングでは、冒頭の4回転トウループを成功させるが、続く2回目の4回転トウループで転倒。その後も、ジャンプでのミスが続き、スピンすべてでレベル4を獲得するも、得点は135.36点獲得に留まりフリースケーティング8位。トータルでは226.98点獲得で6位となった。
全米選手権の成績により、初のISUチャンピオンシップとなる、四大陸選手権の代表に選出された。四大陸選手権では、ショートプログラムにて、冒頭の4回転トウループの着氷がステップアウトになり手を着いてしまう。続く3回転フリップ-2回転トウループは着氷させるが、3回転アクセルも着氷でステップアウトしてしまう。スピンとステップではレベル4で揃えるも、ジャンプのミスが響き69.98点獲得で9位スタートとなる。
フリースケーティングでは、冒頭の4回転トウループ-3回転トウループのコンビネーションジャンプのセカンドジャンプで着氷が乱れるも。続く単独の4回転トウループを高い加点で成功させる。3回転アクセルで着氷が乱れて手を着いてしまい、演技後半の2回目の3回転アクセルで転倒となる。スピンすべてでレベル4を獲得をするが、3回転アクセル2本がミスとなるなど得点を伸ばせず、145.14点獲得で9位。トータル215.12点獲得で10位となった。

#### 2022-23シーズン
シーズン初戦は、チャレンジャーシリーズUSインターナショナルクラシックに出場。ショートプログラムでは、冒頭の4回転トウループで転倒、続く3回転ルッツに2回転トウループをつけてコンビネーションジャンプとするが、ルッツジャンプの着氷が乱れる。演技後半の3回転アクセルを決めて、69.88点獲得で8位となる。
フリースケーティングでは、演技冒頭の4回転トウループが2回転となるが、続く4回転トウループ-2回転トウループのコンビネーションジャンプと単独の3回転アクセル、3回転ルッツを成功させる。3回転アクセル-2回転トウループのコンビネーションジャンプの2回転トウループがジャンプの繰り返し違反となるが、その後は三連続ジャンプと3回転フリップを着氷させる。スピン・ステップすべてでレベル4を獲得。フリースケーティング3位となる146.88点を獲得して、トータル216.76点獲得で5位と、ショートプログラムから順位を上げた。
グランプリシリーズ初戦は、第二戦のスケートカナダに出場。ショートプログラムでは、冒頭の4回転トウループで転倒、3回転の連続ジャンプで2回転ルッツをつけてリカバリーするも、演技後半の3回転アクセルでも転倒となり、61.73点獲得で9位と出遅れる。
フリースケーティングでは、冒頭の4回転トウループでオーバーターンとなるが、続く3回転ルッツからの三連続ジャンプを成功させる。3回転ループは2回転となったが、3回転アクセル-2回転トウループのコンビネーションジャンプと、3回転ルッツ-2回転トウループのコンビネーションジャンプを成功させる。最後のジャンプである3回転フリップでのミスはあったが、フリースケーティング9位となる142.66点を獲得。トータルでは204.39点獲得で10位となった。
グランプリシリーズ二戦目は、MKジョン・ウィルソン杯に出場。ショートプログラムでは、4回転トウループを着氷させるがセカンドジャンプに繋げられず、3回転ルッツに2回転トウループをつけてリカバリー。3回転アクセルがステップアウトとあるも、スピン・ステップはレベル4で揃え、77.72点獲得で6位に着ける。
フリースケーティングでは、冒頭の4回転トウループがステップアウトとなり、2回目の4回転トウループが2回転となる。その後は2本の3回転アクセルを成功させるなど演技をまとめて136.75点獲得で7位となり、トータル214.47点獲得で7位となった。
全米選手権では、ショートプログラムにて73.88点を獲得して7位に着けると、フリースケーティングでは、169.21点獲得で5位となり、トータルでは243.09点獲得で5位と、全米選手権で過去最高位の成績となった。
全米選手権の成績により、四大陸選手権の代表に選出。二年連続での出場となった四大陸選手権では、ショートプログラムにて、冒頭回転トウループをGOE2.99点を引き出す出来栄えで成功させる。続く3回転ルッツ-3回転トウループのコンビネーションジャンプを着氷。演技後半の3回転アクセルが僅かな回転不足との判定を受けるものの、スピン・ステップすべてでレベル4を獲得するなど、ショートプログラムで自己ベストを更新する86.64点を獲得して3位に着ける。ISUチャンピオンシップ初の表彰台を目指して臨んだフリースケーティングでは、冒頭の4回転トウループで転倒、2本目の4回転トウループは回転が抜けて2回転となる。続く3回転アクセルでも回転が抜けて1回転半となり、演技後半の3回転アクセルはステップアウトとなる。その後は、3回転ルッツからの三連続ジャンプと3回転フリップを着氷。コレオシークエンスでは会場を盛り上げ、フリースケーティング13位となる134.40点を獲得。トータルでは221.04点獲得で9位となった。
シーズン最終戦は、プランタン杯に出場。ショートプログラムでは、3回転アクセルにミスはあったものの、80.94点獲得で首位に立つ。
フリースケーティングでは、冒頭の4回転トウループで転倒。その後はジャンプで細かいミスはあったものの、フリースケーティング1位となる141.79点を獲得。トータル222.73点獲得で国際大会初優勝となった。

#### 2023-24シーズン
シーズン初戦は、クランベリー杯に出場。ショートプログラムでは、3回転アクセルにてミスはあったものの、83.05点獲得で首位に立つ。フリースケーティングでは、冒頭の4回転トウループ-3回転トウループのコンビネーションジャンプを成功させる。その後はジャンプでのミスはあったが、139.44点獲得で3位となり、トータル222.49点獲得で3位に入った。
二戦目は、チャレンジャーシリーズオータムクラシックに出場。
ショートプログラムでは、冒頭の4回転トウループで転倒。3回転ルッツ-3回転トウループのコンビネーションジャンプを着氷させるも、演技後半の3回転アクセルで手を着いてしまい、66.03点獲得で9位となる。
フリースケーティングでは、冒頭の4回転トウループを成功させる。続く2本目の4回転トウループはステップアウトとなり、コンビネーションジャンプに繋げられず、3回転アクセルは転倒となる。その後の3回転ループでの4分の1回転不足や、3連続ジャンプの3回転サルコウでのステップアウトなどジャンプでのミスがあり、フリースケーティング9位となる125.05点獲得に留まる。トータル191.08点獲得で9位と順位を伸ばせなかった。
国際試合三戦目は、上海杯に出場。ショートプログラムでは、冒頭に予定していた4回転トウループが2回転となり得点にならず、3回転ルッツに3回転トウループをつけてリカバリーに成功するも、3回転アクセルで転倒してしまい得点を伸ばせず、62.30点獲得で5位となる。フリースケーティングでは、3回転アクセルが1回転半となるミスなど、ジャンプ7本中4本で減点となるミスがあり、137.03点獲得で5位。トータル199.33点獲得で5位となった。
グランプリシリーズ初戦は、中国杯に出場。ショートプログラムでは、冒頭の4回転トウループ-3回転トウループのコンビネーションジャンプを成功させて、続く3回転ルッツを成功させる。演技後半の3回転アクセルが転倒となるが、スピンすべてでレベル4を獲得。77.29点獲得で7位に着ける。
フリースケーティングでは、コンビネーションジャンプを予定していた冒頭の4回転トウループが2回転となり、2本目の4回転トウループがス着氷が乱れる。スピンすべてでレベル4を獲得するも、ジャンプのミスが響き得点を伸ばせず、127.87点獲得で7位となる。トータル205.16点獲得で9位と、ショートプログラムから順位を落とした。

## 主な戦績
- マークが付いている大会はISU公認の国際大会

| 大会/年                | 2012-13            | 2013-14            | 2014-15            | 2015-16            | 2016-17            | 2017-18            | 2018-19            | 2019-20            | 2020-21            | 2021-22            | 2022-23            | 2023-24            | 2024-25            | 2025-26            |
| 国際大会（シニア）     | 国際大会（シニア） | 国際大会（シニア） | 国際大会（シニア） | 国際大会（シニア） | 国際大会（シニア） | 国際大会（シニア） | 国際大会（シニア） | 国際大会（シニア） | 国際大会（シニア） | 国際大会（シニア） | 国際大会（シニア） | 国際大会（シニア） | 国際大会（シニア） | 国際大会（シニア） |
| ---------------------- | ------------------ | ------------------ | ------------------ | ------------------ | ------------------ | ------------------ | ------------------ | ------------------ | ------------------ | ------------------ | ------------------ | ------------------ | ------------------ | ------------------ |
| 四大陸選手権           |                    |                    |                    |                    |                    |                    |                    |                    |                    | 10                 | 9                  |                    | 3                  |                    |
| GPフィンランディア杯   |                    |                    |                    |                    |                    |                    |                    |                    |                    |                    |                    |                    |                    | TBD                |
| GP NHK杯               |                    |                    |                    |                    |                    |                    |                    |                    |                    |                    |                    |                    |                    | TBD                |
| GP中国杯               |                    |                    |                    |                    |                    |                    |                    |                    |                    |                    |                    | 9                  |                    |                    |
| GPエスポー             |                    |                    |                    |                    |                    |                    |                    |                    |                    |                    |                    | 11                 |                    |                    |
| GPスケートアメリカ     |                    |                    |                    |                    |                    |                    | 12                 |                    | 10                 | 5                  |                    |                    |                    |                    |
| GPスケートカナダ       |                    |                    |                    |                    |                    |                    |                    |                    |                    |                    | 9                  |                    |                    |                    |
| GPイギリス             |                    |                    |                    |                    |                    |                    |                    |                    |                    |                    | 7                  |                    |                    |                    |
| CSクランベリー杯       |                    |                    |                    |                    |                    |                    |                    |                    |                    |                    |                    |                    | 3                  | 7                  |
| CSタリン杯             |                    |                    |                    |                    |                    |                    |                    |                    |                    |                    |                    |                    | 6                  |                    |
| CSロンバルディア杯     |                    |                    |                    |                    |                    |                    |                    |                    |                    |                    |                    |                    | 6                  |                    |
| CSオータムクラシック   |                    |                    |                    |                    |                    |                    |                    |                    |                    |                    |                    | 9                  |                    |                    |
| CSフィンランディア杯   |                    |                    |                    |                    |                    |                    |                    | 4                  |                    |                    |                    |                    |                    |                    |
| CSゴールデンスピン     |                    |                    |                    |                    |                    |                    |                    |                    |                    | 3                  |                    |                    |                    |                    |
| CS USクラシック        |                    |                    |                    |                    |                    |                    | 3                  |                    |                    |                    |                    |                    |                    |                    |
| CSワルシャワ杯         |                    |                    |                    |                    |                    |                    |                    |                    |                    | 16                 |                    |                    |                    |                    |
| クランベリー杯         |                    |                    |                    |                    |                    |                    |                    |                    |                    | 2                  |                    | 3                  |                    |                    |
| フィラデルフィアサマー |                    |                    |                    |                    |                    |                    | 2                  |                    |                    |                    |                    |                    |                    |                    |
| プランタン杯           |                    |                    |                    |                    |                    |                    |                    |                    |                    |                    | 1                  |                    |                    |                    |
| 上海杯                 |                    |                    |                    |                    |                    |                    |                    |                    |                    |                    |                    | 5                  |                    |                    |
| 国際大会（ジュニア）   |                    |                    |                    |                    |                    |                    |                    |                    |                    |                    |                    |                    |                    |                    |
| JGPメ～テレ杯          |                    |                    | 14                 |                    |                    |                    |                    |                    |                    |                    |                    |                    |                    |                    |
| JGPリガ杯              |                    | 13                 |                    |                    |                    |                    |                    |                    |                    |                    |                    |                    |                    |                    |
| エーニャスプリング杯   | 3                  |                    |                    |                    |                    |                    |                    |                    |                    |                    |                    |                    |                    |                    |
| 国内大会               |                    |                    |                    |                    |                    |                    |                    |                    |                    |                    |                    |                    |                    |                    |
| 全米選手権             | 4 J                | 3 J                | 18                 | 16                 | 20                 | 11                 | 10                 | 13                 | 6                  | 6                  | 5                  | 6                  | 5                  |                    |

- J - ジュニアクラス

### 詳細
- パーソナルベストは太字で表示

| 2025-2026 シーズン  |                                                       |         |           |          |
| 開催日              | 大会名                                                | SP      | FS        | 結果     |
| 2025年8月7日 - 10日 | ISUチャレンジャーシリーズクランベリー杯（ノーウッド） | 1 78.74 | 11 128.79 | 7 207.53 |

| 2024-2025 シーズン   |                                                |         |          |          |
| 開催日               | 大会名                                         | SP      | FS       | 結果     |
| 2025年2月18日 - 23日 | 2025年四大陸フィギュアスケート選手権（ソウル） | 2 82.52 | 3 162.49 | 3 245.01 |

| 2023-2024 シーズン    |                                                                |         |           |           |
| 開催日                | 大会名                                                         | SP      | FS        | 結果      |
| 2023年11月17日 - 19日 | ISUグランプリシリーズ エスポーグランプリ（エスポー）           | 3 80.19 | 11 111.07 | 11 191.26 |
| 2023年11月10日 - 12日 | ISUグランプリシリーズ 中国杯（重慶）                           | 7 77.29 | 10 127.87 | 9 205.16  |
| 2023年10月3日 - 5日   | 2023年上海杯（上海）                                           | 5 62.30 | 4 137.03  | 5 199.33  |
| 2023年9月14日 - 16日  | ISUチャレンジャーシリーズ オータムクラシック（ピエールフォン） | 9 66.03 | 9 125.05  | 9 191.08  |
| 2023年9月9日 - 13日   | 2023年クランベリー杯（ノーウッド）                             | 1 83.05 | 3 139.44  | 3 222.49  |

| 2022-2023 シーズン    |                                                                |         |           |          |
| 開催日                | 大会名                                                         | SP      | FS        | 結果     |
| 2023年3月17日 - 19日  | 2023年プランタン杯（ルクセンブルク）                           | 1 80.94 | 1 141.79  | 1 222.73 |
| 2023年2月7日 - 12日   | 2023年四大陸フィギュアスケート選手権（コロラドスプリングス）   | 3 86.64 | 13 134.40 | 9 221.04 |
| 2023年1月23日 - 29日  | 2023年全米フィギュアスケート選手権（ナッシュビル）             | 7 73.88 | 5 169.21  | 5 243.09 |
| 2022年11月11日 - 13日 | ISUグランプリシリーズ MKジョン・ウィルソン杯（シェフィールド） | 6 77.72 | 7 136.75  | 7 214.47 |
| 2022年10月28日 - 30日 | ISUグランプリシリーズ スケートカナダ（ミシサガ）               | 9 61.73 | 9 142.66  | 9 204.39 |
| 2022年9月13日 - 16日  | ISUチャレンジャーシリーズ USクラシック（レークプラシッド）     | 8 69.88 | 3 146.88  | 5 216.76 |

| 2021-2022 シーズン    |                                                      |          |           |           |
| 開催日                | 大会名                                               | SP       | FS        | 結果      |
| 2022年1月18日 - 23日  | 2022年四大陸フィギュアスケート選手権（タリン）       | 9 69.98  | 9 145.14  | 10 215.12 |
| 2022年1月3日 - 9日    | 2022年全米フィギュアスケート選手権（ナッシュビル）   | 5 91.62  | 8 135.36  | 6 226.98  |
| 2021年12月7日 - 11日  | ISUチャレンジャーシリーズ ゴールデンスピン（シサク） | 5 80.84  | 2 170.13  | 3 250.97  |
| 2021年11月17日 - 20日 | ISUチャレンジャーシリーズ ワルシャワ杯（ワルシャワ） | 10 71.49 | 19 123.60 | 16 195.09 |
| 2021年10月22日 - 24日 | ISUグランプリシリーズ スケートアメリカ（ラスベガス） | 3 84.52  | 10 143.60 | 5 228.12  |
| 2021年9月14日 - 17日  | 2021年USクラシック（ノーウッド）                     | 2 84.07  | 2 149.51  | 2 233.58  |
| 2021年8月11日 - 15日  | 2021年クランベリー杯（ノーウッド）                   | 2 78.30  | 2 152.29  | 2 230.59  |

| 2020-2021 シーズン    |                                                      |          |           |           |
| 開催日                | 大会名                                               | SP       | FS        | 結果      |
| 2021年1月14日 - 21日  | 2021年全米フィギュアスケート選手権（ラスベガス）     | 6 82.30  | 8 148.48  | 6 230.78  |
| 2020年10月23日 - 24日 | ISUグランプリシリーズ スケートアメリカ（ラスベガス） | 11 63.36 | 10 133.62 | 10 196.98 |

| 2019-2020 シーズン   |                                                              |          |           |           |
| 開催日               | 大会名                                                       | SP       | FS        | 結果      |
| 2020年1月20日 - 26日 | 2020年全米フィギュアスケート選手権（グリーンズボロ）         | 12 71.54 | 13 122.31 | 12 193.85 |
| 2019年12月5日 - 7日  | ISUチャレンジャーシリーズ フィンランディア杯（エスポー）     | 8 66.48  | 2 147.01  | 4 213.49  |
| 2019年9月17日 - 22日 | ISUチャレンジャーシリーズ USクラシック（ソルトレイクシティ） | 6 67.34  | 6 132.96  | 6 200.30  |

| 2018-2019 シーズン    |                                                              |          |           |           |
| 開催日                | 大会名                                                       | SP       | FS        | 結果      |
| 2019年1月19日 - 27日  | 2019年全米フィギュアスケート選手権（デトロイト）             | 10 74.84 | 11 132.08 | 10 206.92 |
| 2018年10月26日 - 28日 | ISUグランプリシリーズ 2018年スケートアメリカ（エバレット）   | 7 71.85  | 12 113.53 | 12 185.06 |
| 2018年9月20日 - 22日  | ISUチャレンジャーシリーズ USクラシック（ソルトレークシティ） | 4 73.21  | 3 132.89  | 3 206.10  |
| 2018年9月20日 - 22日  | フィラデルフィアサマー（フィラデルフィア）                   | 4 67.32  | 2 131.56  | 2 198.88  |

| 2017-2018 シーズン            |                                                |          |           |           |
| 開催日                        | 大会名                                         | SP       | FS        | 結果      |
| 2017年12月28日 - 2018年1月7日 | 2018年全米フィギュアスケート選手権（サンノゼ） | 11 75.28 | 11 147.13 | 11 222.41 |

| 2016-2017 シーズン   |                                                      |          |           |           |
| 開催日               | 大会名                                               | SP       | FS        | 結果      |
| 2017年1月14日 - 22日 | 2017年全米フィギュアスケート選手権（カンザスシティ） | 15 70.41 | 21 110.66 | 20 181.07 |

| 2015-2016 シーズン   |                                                    |          |           |           |
| 開催日               | 大会名                                             | SP       | FS        | 結果      |
| 2016年1月15日 - 24日 | 2016年全米フィギュアスケート選手権（セントポール） | 15 51.95 | 17 109.68 | 16 161.63 |

| 2014-2015 シーズン   |                                                      |          |           |           |
| 開催日               | 大会名                                               | SP       | FS        | 結果      |
| 2015年1月18日 - 25日 | 2015年全米フィギュアスケート選手権（グリーンズボロ） | 16 59.09 | 18 105.65 | 18 164.74 |
| 2014年9月10日 - 14日 | ISUジュニアグランプリ メ～テレ杯（長久手）           | 14 47.81 | 14 91.90  | 14 139.71 |

| 2013-2014 シーズン   |                                                              |          |          |           |
| 開催日               | 大会名                                                       | SP       | FS       | 結果      |
| 2014年1月5日 - 12日  | 2014年全米フィギュアスケート選手権ジュニアクラス（ボストン） | 2 63.46  | 3 119.27 | 3 182.73  |
| 2013年8月28日 - 31日 | ISUジュニアグランプリ リガ杯（リガ）                         | 10 56.31 | 15 91.48 | 13 147.79 |

| 2012-2013 シーズン   |                                                                                |         |          |          |
| 開催日               | 大会名                                                                         | SP      | FS       | 結果     |
| 2013年4月1日 - 3日   | 2013年ガルデナスプリング杯ジュニアクラス（セルヴァ・ディ・ヴァル・ガルデーナ） | 2 55.08 | 3 98.90  | 3 153.98 |
| 2013年1月20日 - 27日 | 2013年全米フィギュアスケート選手権ジュニアクラス（オマハ）                     | 4 57.88 | 3 118.21 | 4 176.09 |

## プログラム使用曲
| シーズン  | SP | FS | EX                                                                                                  |
| --------- | --- | --- | --------------------------------------------------------------------------------------------------- |
| 2023-2024 | Hernando's Hideaway 作曲：ジェリー・ロス 演奏：ビリー・メイのリコ・マンボ・オーケストラ アニメ『カウボーイビバップ』より Tank! 作曲：菅野よう子 振付：アダム・ブレイク、ニコライ・モロゾフ | モーツァルトメドレー 作曲：ヴォルフガング・アマデウス・モーツァルト | |
| 2022-2023 | 映画『ブラック・スワン』より 作曲：クリント・マンセル 振付：ニコライ・モロゾフWarriors 演奏：2WEI 歌唱： エッダ・ヘイズ 振付：ニコライ・モロゾフ、アダム・ブレイク、ブノワ・リショー | 『ベルガマスク組曲』より 月の光 作曲：クロード・ドビュッシー Volcano 歌唱：Woodkid 振付：ニコライ・モロゾフ、アダム・ブレイク、ブノワ・リショー                            | Movie Star 作曲：アンソニー・ルッソ、ケーリン・ベア、スコット・クイン、MZMC、ジェイ・キム 歌唱：CIX |
| 2021-2022 | 映画『ブラック・スワン』より 作曲：クリント・マンセル 振付：ニコライ・モロゾフ | アニメ『進撃の巨人』より Vogel im Käfig T-Kt 作曲：澤野弘之 Ashes on the Fire 作曲：KOHTA YAMAMOTO 振付：ニコライ・モロゾフ                                                | |
| 2020-2021 | カム・トゥゲザー 作曲：レノン＝マッカートニー 歌唱：ゲイリー・クラーク・ジュニア 振付：ニコライ・モロゾフ、ミーシャ・ジー | The Catalyst 作曲：リンキン・パーク 振付：ニコライ・モロゾフ、ミーシャ・ジー                                                                                               | |
| 2019-2020 | Harder, Better, Faster, Stronger 作曲：トーマ・バンガルテル、エドウィン・バードソング、ギ＝マニュエル・ド・オメン＝クリスト 演奏：ダフト・パンク Stronger 作曲：カニエ・ウェスト、トーマ・バンガルテル、エドウィン・バードソング、ギ＝マニュエル・ド・オメン＝クリスト 振付：サミュエル・シュイナード、パスカーレ・カメレンゴ、ニコライ・モロゾフ | ブルース・フォー・クルック 作曲：エディ・ルイス 振付：サミュエル・シュイナード、パスカーレ・カメレンゴ、ニコライ・モロゾフ                                                 | |
| 2018-2019 | Mi Gente 作曲：J・バルヴィン 振付：ジョシュア・ファリス、ニコライ・モロゾフ | ピアノ協奏曲第2番 作曲：セルゲイ・ラフマニノフ 振付：ジョシュア・ファリス、ニコライ・モロゾフ                                                                              | |
| 2017-2018 | Propaganda Turn Down for What 作曲：DJスネーク 振付：ジョシュア・ファリス、ニコライ・モロゾフ | アレグロ・スケルツァンド 作曲：セルゲイ・ラフマニノフ 振付：ニコライ・モロゾフ                                                                                             | |
| 2016-2017 | 『エミネムメドレー』 Till I Collapse The Real Slim Shady | アレグロ・スケルツァンド 作曲：セルゲイ・ラフマニノフ 振付：ニコライ・モロゾフ                                                                                             | |
| 2015-2016 | Tsunami 作曲：ナイルズ・ホロウェル・ダール 振付：ニコライ・モロゾフ | Praeludium and Allegro 作曲：フリッツ・クライスラー ノクターン 作曲：フレデリック・ショパン シャコンヌト短調 作曲：トマソ・アントニオ・ヴィターリ 振付：ジェフリー・バトル | |
| 2014-2015 | グラン・ギニョール 演奏：バホフォンド 振付：ジョシュ・バブ | アディオス・ノニーノ 作曲：アストル・ピアソラ 振付：ジョシュ・バブ | |
| 2013-2014 | Montserrat 作曲：オルケスタ・デル・プラタ 演奏：バホフォンド 振付：ジョシュ・バブ | The Way 作曲：ザック・ヘムジー 振付：ジョシュ・バブ | |
| 2012-2013 | Montserrat 作曲：オルケスタ・デル・プラタ 演奏：バホフォンド 振付：ジョシュ・バブ | Heart of Courage Lacrimosa Dominae 作曲：トーマス・バーガーセン 振付：ジョシュ・バブ                                                                                       | |